# Taxi Aéreo El Venado
Taxi Aéreo El Venado, ab Mitte der 1970er-Jahre auch kurz El Venado genannt, war eine von 1963 bis 1982 betriebene kolumbianische Fluggesellschaft mit Sitz in Villavicencio.

## Geschichte
Taxi Aéreo El Venado wurde 1963 von Flugkapitän Alejandro Salamanca in Villavicencio gegründet. Mit etlichen gebraucht erworbenen Flugzeugen wurden von Villavicencio aus – für manche Orte oft lebenswichtige – Verbindungen betrieben, deren Landepisten innerhalb von Minuten durch tropische Regengüsse überflutet werden konnten. Hierzu zählten in den Anfangsjahren insbesondere Miraflores, Mitú und San José del Guaviare.
Für den Betrieb auf extrem kurzen und unbefestigten Landebahnen wurde im Februar 1972 eine zweimotorige Britten-Norman BN-2A-6 Islander beschafft. Für dieselben Zwecke wurde auch noch ein – ebenfalls zweimotoriges Buschflugzeug – des Typs Evangel 4500 gekauft, das bis zu 8 Passagiere oder Fracht transportieren konnte. Beide Flugzeugtypen zeichnen sich durch ihre besondere Eignung für Kurzstarts und -landungen (STOL) aus.
Ab 1979 lautete der offizielle Firmenname Aéreo El Venado, Ltda
Im August 1981 wurde zur Modernisierung der Flotte ein gut zwei Jahre altes Turbopropflugzeug des Typs Embraer EMB 110P1 Bandeirante gekauft. Diese Maschine stürzte allerdings schon am 2. September 1981 bei einem Start völlig überladen ab, wobei 20 der 21 Insassen getötet wurden.
Dieser Unfall sowie sechs weitere mit tödlichem Ausgang in den vorhergegangenen fünf Jahren und insgesamt 137 Toten trugen letztlich zum Ende der Fluggesellschaft bei. Taxi Aéreo El Venado stellte Anfang 1982 den Betrieb ein.

## Flotte

### Flotte bei Betriebseinstellung
Zur Betriebseinstellung 1982 bestand die Flotte aus
- 1 × Beechcraft 65-B80 Queen Air
- 1 × Britten-Norman BN-2A-6 Islander
- 1 × Cessna U206
- 1 × Cessna 402
- 2 × Douglas DC-3
- 3 × Douglas DC-4
- 1 × Evangel 4500

### Zuvor eingesetzte Flugzeuge
Im Laufe ihres Bestehens setzte Taxi Aéreo El Venado auch folgende Flugzeugtypen ein:
- Embraer EMB 110 Bandeirante
- Piper PA-22 Tri-Pacer
- Piper PA-32 Cherokee Six

## Zwischenfälle
Von 1975 bis zur Betriebseinstellung 1982 kam es bei Taxi Aéreo El Venado zu acht Totalschäden von Flugzeugen. Bei sieben davon kamen Menschen ums Leben, insgesamt 137. Vollständige Liste:
- Am 30. Juni 1975 verunglückte eine Douglas DC-4 der Taxi Aéreo El Venado (HK-1309) in hügeligem Gelände 27 Kilometer von Saravena (Kolumbien) entfernt. Die Maschine war auf einem Inlandsflug von Cúcuta nach Tame. Alle 3 Besatzungsmitglieder des Frachtfluges kamen ums Leben.[10]
- Am 15. Januar 1976 streifte eine Douglas DC-4/C-54A der Taxi Aéreo El Venado (HK-172) 30 Kilometer östlich von Chipaque (Kolumbien) in einer Höhe von 3.540 Metern (11.600 Fuß) einen wolkenverhangenen Berg und stürzte 800 Meter tief in eine Schlucht. Die Maschine befand sich auf einem Inlandsflug vom Flughafen Bogota-Eldorado nach La Macarena. Durch diesen CFIT (Controlled flight into terrain) wurden alle 13 Insassen getötet, drei Besatzungsmitglieder und 10 Passagiere.[11]
- Am 25. Oktober 1976 kam es bei einer Douglas DC-3 Hyper der Taxi Aéreo El Venado (HK-149) zu einem Ausfall von Triebwerk 1 (links). Beim Versuch der Rückkehr zum Startflugplatz in Yopal (Kolumbien) (El Alcaraván) kam es zu einem Strömungsabriss; die Maschine stürzte 6,5 Kilometer vom Flugplatz entfernt ab und explodierte. Die Maschine befand sich auf einem inländischen Passagier-Linienflug nach Cúcuta. Alle 36 Menschen an Bord wurden getötet, die vier Besatzungsmitglieder sowie 32 Passagiere.[12]
- Am 2. April 1977 kam es mit einer Beechcraft 65-B80 Queen Air der Taxi Aéreo El Venado (HK-1067) bei einem Frachtflug auf dem Flugplatz von Yopal (Kolumbien), auch bekannt als Flugplatz El Alcaraván, zu einem Unfall. Alle Insassen überlebten. Das Flugzeug wurde irreparabel beschädigt.[13]
- Am 10. April 1977 verunglückte eine Douglas DC-3A-438 der Taxi Aéreo El Venado (HK-556) in der Nähe von Saliente del Rio Guape in den östlichen Kordilleren (Kolumbien) auf einer Geländehöhe von 2200 Metern (7200 Fuß). Die Maschine war auf einem Flug von Uribe zum Flughafen Bogota-Eldorado. Alle 35 Insassen, vier Besatzungsmitglieder und 31 Passagiere, kamen ums Leben. Das Flugzeug wurde erst 35 Tage später gefunden.[14]
- Am 21. November 1978 kollidierte eine Douglas DC-3/C-47A der Taxi Aéreo El Venado (HK-1393) rund 30 Kilometer südlich von Rubio (Kolumbien) in einer Höhe von 3.400 Metern (11.200 Fuß) mit dem Berg Judio. Die Maschine war auf einem Inlandsflug von Cúcuta nach Arauca. Alle 28 Insassen, die drei Besatzungsmitglieder und 25 Passagiere, wurden getötet.[15]
- Am 17. Juni 1981 fiel bei einer Douglas DC-3/C-47A der Taxi Aéreo El Venado (HK-1078) eines der beiden Triebwerke aus. Bei einer versuchten Notlandung auf dem Flughafen von Miraflores (Kolumbien) war die Landebahn durch ein anderes Flugzeug blockiert. Als versucht wurde, mit nur einem laufenden Motor in der Gegenrichtung zu landen, kam es zu einer Wasserung in einem See. Dabei kamen von den zwölf Insassen 2 ums Leben, je ein Besatzungsmitglied und ein Passagier.[16]
- Am 2. September 1981 stürzte eine Embraer EMB 110P1 Bandeirante der Taxi Aéreo El Venado (HK-2651) kurz nach dem Start vom Flughafen von Paipa (Kolumbien) ab. Die Maschine war um eine Tonne überladen, also mit rund 150 % der zulässigen Zuladung. Sie konnte nach dem Abheben nicht genug Höhe gewinnen und kurvte drei Kilometer lang um Bäume und Gebäude herum. In einer Linkskurve kam es dann zu einem Strömungsabriss, nach dem das Flugzeug etwa 100 Meter auf einem Hügel entlang rutschte, wobei es zerbrach und Feuer fing. Von den 21 Insassen wurden 20 getötet, alle drei Besatzungsmitglieder und 17 Passagiere.[17]